# Thaiderces thamphadaengensis
Espèce
Thaiderces thamphadaengensis est une espèce d'araignées aranéomorphes de la famille des Psilodercidae.

## Distribution
Cette espèce est endémique de la province de Mae Hong Son en Thaïlande,. Elle se rencontre dans la grotte Tham Pha Daeng à Mok Jumpae.

## Description
Le mâle holotype mesure 1,30 mm et la femelle paratype 1,60 mm.

## Étymologie
Son nom d'espèce, composé de thamphadaeng et du suffixe latin -ensis, « qui vit dans, qui habite », lui a été donné en référence au lieu de sa découverte, la grotte Tham Pha Daeng.

## Publication originale
- Chang & Li, 2019 : Fourteen new species of the spider genus Thaiderces from Southeast Asia (Araneae, Psilodercidae). ZooKeys, no 869, p. 103-146 (texte intégral).